# Edholm Point
Der Edholm Point ist eine Landspitze, die das nordwestliche Ende von Krogh Island im Archipel der Biscoe-Inseln vor der Westküste des Grahamlands auf der Antarktischen Halbinsel bildet.
Luftaufnahmen der Falkland Islands and Dependencies Aerial Survey Expedition (1956–1957) dienten ihrer Kartierung. Das UK Antarctic Place-Names Committee benannte die Landspitze am 23. September 1960 nach dem britischen Physiologen Otto Gustaf Edholm (1909–1985), ab 1949 Leiter der Abteilung für Humanphysiologie am National Institute for Medical Research, der sich mit dem Einfluss von Kälte auf den menschlichen Organismus beschäftigte.